# Чита Сант'Анджело
Чита̀ Сант'Анджело (на италиански: Città Sant'Angelo) е град и община в Южна Италия.

## География
Град Чита Сант'Анджело се намира в област (регион) Абруцо на провинция Пескара на около 10 км южно от брега на Адриатическо море. На около 15 км източно от града се намира провинциалния център Пескара. Население 13 239 жители от преброяването през 2007 г.

## История
Първите сведения за града датират от 12 век, когато тук е построен замък.

## Архитектура
Една от архитектурните забележителности на града е катедралата. Построена е през 1326 г.

## Спорт
Представителният футболен отбор на града се казва Ренато Кури Анголана. Има аматьорски статут.

## Личности
Родени
- Масимо Одо (р. 1976), футболист